# نهر كلايد

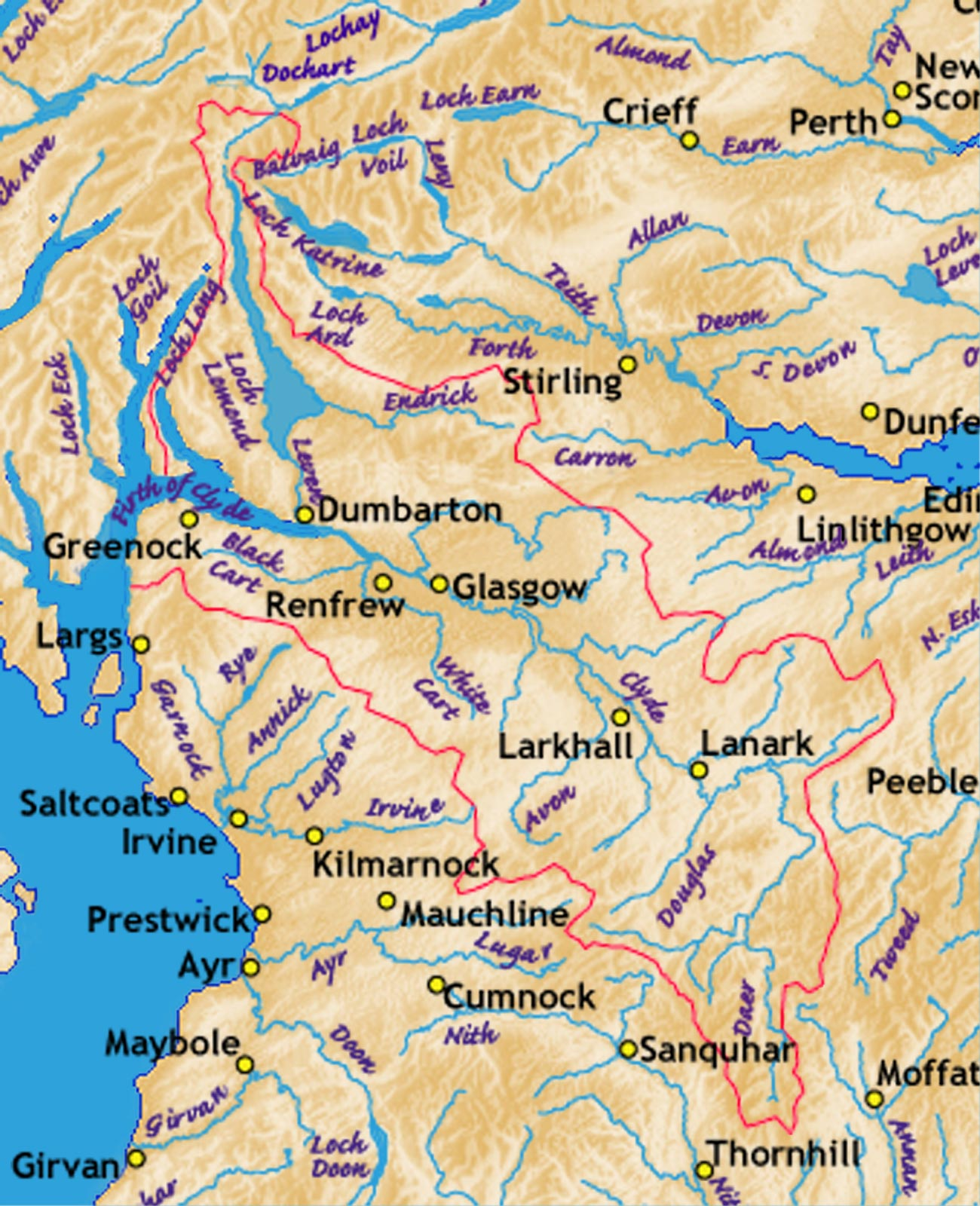
روافد نهر كلايد

نهر كلايد (بالإنجليزية: River Clyde، وبالغيلية الاسكتلندية: Abhainn Chluaidh، وبالاسكتلندية: Watter o Clyde) هو نهر في اسكتلندا، يعد واحدًا من أطول ثمانية أنهار في المملكة المتحدة، وهو ثاني أطول نهر في اسكتلندا، ويخترق مدينة غلازغو. وتنبع أهميته التاريخية من كونه نهرًا هامًا في مجال بناء السفن والتجارة في زمن الإمبراطورية البريطانية.